# Morti nel 1569
| Questa pagina contiene informazioni ricavate automaticamente dalle voci biografiche con l'ausilio del template Bio e di un bot. L'aggiornamento è periodico e automatico e ricostruisce completamente la pagina. Se manca una persona in questa lista, sei pregato di non aggiungerla, ma accertati piuttosto che la sua voce biografica contenga il template Bio e che i dati anagrafici siano correttamente compilati. Se il template Bio manca, inseriscilo tu stesso o, in alternativa, metti l'avviso {{tmp\|Bio}} che ne segnala la mancanza. Se i dati riportati sono sbagliati, correggi direttamente la voce biografica; le modifiche saranno visibili in questa lista entro pochi giorni. Per chiarimenti vedi il progetto biografie. La lista contiene solo le 68 persone che sono citate nell'enciclopedia e per le quali è stato implementato correttamente il template Bio. Pagina aggiornata al 10 giu 2025. |

## Gennaio(4)
- 13 gennaio - Paolo Del Rosso, letterato e traduttore italiano (n. 1505)
- 15 gennaio - Catherine Carey, nobile (n. 1524)
- 20 gennaio - Myles Coverdale, religioso inglese
- 28 gennaio - Gianantonio Capizucchi, cardinale e vescovo cattolico italiano (n. 1515)

## Febbraio(2)
- 7 febbraio - Irobe Katsunaga, militare giapponese
- 22 febbraio - Gabriele Casati, nobile, politico e giurista italiano (n. 1509)

## Marzo(3)
- 13 marzo - Luigi I di Borbone-Condé, generale francese (n. 1530)
- 15 marzo - Abén Humeya, rivoluzionario spagnolo (n. 1520)
- 31 marzo - Sigismondo Thun, nobile italiano (n. 1487)

## Aprile(3)
- 5 aprile - Ippolito Pico della Mirandola, nobile e militare italiano (n. 1540)
- 11 aprile - Livia, nobile italiana (n. 1508)
- 28 aprile - Timoleone di Cossé, nobile e militare francese (n. 1543)

## Maggio(6)
- 6 maggio - Jacopo Nacchianti, vescovo cattolico e teologo italiano (n. 1502)
- 10 maggio - Giovanni d'Avila, presbitero e santo spagnolo (n. 1499)
- 16 maggio - Dirk Willems, olandese
- 25 maggio - Bartolomeo Bartocci, italiano (n. 1535)
- 25 maggio - Francesco Cellario, pastore protestante italiano (n. 1520)
- 27 maggio - François de Coligny d'Andelot, militare francese (n. 1520)

## Giugno(2)
- 3 giugno - Giovan Battista Castello, architetto, pittore e stuccatore italiano
- 11 giugno - Volfango del Palatinato-Zweibrücken, nobile tedesco (n. 1526)

## Agosto(2)
- 19 agosto - Petru I cel Tânăr, nobile rumeno (n. 1546)
- 27 agosto - Niccolò Massa, anatomista italiano (n. 1489)

## Settembre(6)
- 1º settembre - Marija Temrjukovna, imperatrice russa
- 5 settembre - Edmund Bonner, vescovo cattolico britannico
- 5 settembre - Pieter Bruegel il Vecchio, pittore olandese
- 5 settembre - Bernardo Tasso, poeta italiano (n. 1493)
- 25 settembre - Marco Criado, presbitero spagnolo (n. 1522)
- 28 settembre - Sisto Senese, teologo italiano (n. 1520)

## Ottobre(8)
- 3 ottobre - Simone Spinola, doge (n. 1497)
- 3 ottobre - Filiberto di Baden-Baden, nobile tedesco (n. 1536)
- 4 ottobre - Mikołaj Rej, poeta polacco (n. 1505)
- 7 ottobre - Guillaume Guéroult, editore, traduttore e poeta francese (n. 1507)
- 9 ottobre - Vladimir di Starica, principe russo (n. 1533)
- 15 ottobre - Aimone Cravetta, giurista italiano (n. 1504)
- 28 ottobre - Antonio Gardano, compositore e editore musicale italiano (n. 1509)
- 28 ottobre - Ludovica Torelli, nobildonna e filantropa italiana (n. 1500)

## Novembre(3)
- 3 novembre - Grazia Nasi, portoghese (n. 1510)
- 24 novembre - Celio Secondo Curione, umanista italiano (n. 1503)
- 29 novembre - António Ferreira, poeta e drammaturgo portoghese (n. 1528)

## Dicembre(2)
- 10 dicembre - Paul Eber, teologo tedesco (n. 1511)
- 23 dicembre - Filippo II, religioso russo (n. 1507)

## Senza giorno specificato(27)
- Paolo Animuccia, musicista e compositore italiano
- Lodovico Ardinghelli, vescovo cattolico italiano
- Jacob Binck, pittore tedesco
- Collaltino di Collalto, militare e poeta italiano (n. 1523)
- Leonardo Cungi, pittore italiano
- Giuliano Ughi della Cavallina, religioso e scrittore italiano (n. 1483)
- Alfonso Gonzaga, condottiero italiano (n. 1549)
- Guido Guidi, medico italiano (n. 1509)
- Juan de Guzmán, sovrano
- Hoste da Reggio, compositore italiano (n. 1520)
- Antonio Landi, scrittore e mercante italiano (n. 1506)
- Diego de Losada, esploratore spagnolo (n. 1511)
- Orazio Luzi, letterato e religioso italiano (n. 1541)
- Maha Chakkraphat, sovrano siamese (n. 1506)
- Mahinthra Thirat, sovrano siamese (n. 1539)
- Willem Mahue, pittore fiammingo (n. 1517)
- Girolamo Martinengo, abate italiano (n. 1504)
- Girolamo Mazzola Bedoli, pittore italiano
- Corrado Mochis, vetraio tedesco (n. 1525)
- Pompeo Morganti, pittore italiano
- Gerolama Orsini, duchessa italiana (n. 1504)
- Georg Pictorius, medico e scrittore tedesco
- Francesco Salamone, condottiero e mercenario italiano (n. 1478)
- Hans Schöpfer il Vecchio, pittore tedesco
- Antonio de Torquemada, umanista, poeta e scrittore spagnolo
- Fernando Vázquez de Menchaca, giurista e umanista spagnolo (n. 1512)
- Wachi Masaharu, militare giapponese